# Ле-Меревіллуа
Ле-Меревіллуа (фр. Le Mérévillois) — муніципалітет у Франції, у регіоні Іль-де-Франс, департамент Ессонн. Ле-Меревіллуа утворено 1 січня 2019 року шляхом злиття муніципалітетів Естуш i Меревіль. Адміністративним центром муніципалітету є Меревіль. Населення — 3364 особи (01.01.2021).